# Зденци Брдовечки
Зденци Брдовечки су насељено место у саставу општине Брдовец у Загребачкој жупанији, Хрватска. До територијалне реорганизације у Хрватској налазили су се у саставу старе загребачке приградске општине Запрешић.

## Становништво
На попису становништва 2011. године, Зденци Брдовечки су имали 1.204 становника.

## Попис1991.
На попису становништва 1991. године, насељено место Зденци Брдовечки је имало 945 становника, следећег националног састава:
| Попис 1991.‍  | Попис 1991.‍  | Попис 1991.‍ | Попис 1991.‍ | Попис 1991.‍ |
| ------------ | ------------ | ----------- | ----------- | ----------- |
|              |              |             |             |             |
| Хрвати       | Хрвати       |             | 904         | 95,66%      |
| Срби         | Срби         |             | 14          | 1,48%       |
| Југословени  | Југословени  |             | 3           | 0,31%       |
| Муслимани    | Муслимани    |             | 3           | 0,31%       |
| Словенци     | Словенци     |             | 3           | 0,31%       |
| Мађари       | Мађари       |             | 1           | 0,10%       |
| неопредељени | неопредељени |             | 6           | 0,63%       |
| непознато    | непознато    |             | 11          | 1,16%       |
| укупно: 945  |              |             |             |             |